# Jermale Hines
Jermale Hines (Cleveland, 11 ottobre 1987) è un giocatore di football americano statunitense che gioca nel ruolo di safety e attualmente è free agent. Fu scelto nel corso del quinto giro (158º assoluto) del Draft NFL 2011 dai St. Louis Rams. Al college ha giocato a football all'Università statale dell'Ohio.

## Carriera professionistica
Hines fu scelto dai St. Louis Rams nel corso del quinto giro del Draft 2011 ma fu svincolato il 27 settembre senza essere mai sceso in campo. Dopo una parentesi con gli Indianapolis Colts, il 4 ottobre firmò con i Carolina Panthers, con cui debuttò come professionista giocando 5 partite con 3 tackle, prima di venire svincolato. Il 30 novembre 2011 firmò nuovamente coi Colts con cui disputò altre cinque partite facendo registrare con tre tackle. Il 1º settembre 2012 fu ancora svincolato dai Colts e successivamente firmò coi Sacramento Mountain Lions della United Football League, poca prima che la lega fallisse.

## Vittorie e premi
Nessuno

## Statistiche
| Partite totali      | 10  |
| Partite da titolare | 0   |
| Tackle              | 6   |
| Sack                | 0,0 |
| Intercetti          | 0   |

Statistiche aggiornate alla stagione 2012